# Mars Sample Return
Mars Sample Return är ett rymduppdrag med uppgift att hämta stenar, damm och atmosfärsprover från planeten Mars och sedan återvända med dem till Jorden för analys. Det planeras bli de första proverna som hämtas från en annan himlakropp förutom månen. 
Den amerikanska rovern/strövaren Perseverance blev år 2021 den första obemannade motoriserade landfarkosten att ta markprover på Mars och förbereda dessa för att i framtiden kunna hämtas till jorden av Mars Sample Return projektet.
Kapslar med prover på atmosfären och marken fylls efterhand, tätas till, och samlas ihop för senare upphämtning. Två olika metoder att leverera proverna åter till jorden har framlagts år 2025.
Projektet drivs som ett samarbete mellan NASA (National Aeronautics and Space Administration), JPL (Jet Propulsion Laboratory) och ESA (European Space Agency).